# Coapite
Coapite (Coapiste, Guapica, Guapite), indijansko pleme iz grupe Karankawa koje, kada je prvi puta o njima izvješćeno u osamnaestom stoljeću, živjelo na teksaškoj obali blizu zaljeva Matagorda. U bliskoj su vezi s plemenima Cujane (Kohani) i Karankawa. Misija Espíritu Santo de Zuñiga 1722. godine utemeljena je za Indijance sa zaljeva Matagorda, ali zbog neprijateljstava između njih i Španjolaca morali su biti preseljeni. Španjolci za plemena Coapite i Karankawa ponovno 1754. utemeljuju misiju Nuestra Señora del Rosario, ovaj puta blizu budućeg Goliada. Coapite su periodično dolazili i odlazili iz misije sve do 1831. Tijekom tog razdoblja dio Coapita dolazi i u misiju Nuestra Señora de la Purísima Concepción de Acuña u San Antoniju, a neki i u Nuestra Señora del Refugio koja je utemeljena 1793. Ovdje se spominju sve do 1828. godine. Na koncu su se ostaci Coapita izgleda pomiješali s Karankawa Indijancima koji su nestali sredinom 19. stoljeća.